# Niccolò Franco
Niccolò Franco (Benevento, 13 de setembro de 1515 - Roma, 11 de março de 1570) foi um escritor e poeta antipetrarquista italiano.

## Biografia
Niccolò Franco nasceu em Benevento, na região da Campania, Itália, em uma família de origem modesta. Ele foi educado com o apoio de seu irmão Vicenzo, que era professor, o que possibilitou que Franco se destacasse nos estudos desde jovem. Demonstrando um talento precoce para a escrita, ele se interessou pela literatura e pela língua latina, o que mais tarde o capacitou a trabalhar como tradutor.
Em 1534, Franco mudou-se para Nápoles, uma cidade que, na época, era um importante centro cultural e literário na Itália. Lá, ele escreveu sua primeira obra, Hisabella, que marcou o início de sua carreira literária. Em 1535, mudou-se para Veneza, outro centro cultural significativo, onde publicou seu primeiro livro em latim vulgar, Tempio d'amore. Esse período de sua vida foi marcado por colaborações e amizades influentes, incluindo seu trabalho com o célebre escritor Pietro Aretino, com quem desenvolveu uma relação tanto profissional quanto pessoal.
Franco trabalhou com Aretino como secretário e tradutor, aproveitando seu profundo conhecimento da língua latina. Durante esse tempo, também colaborou com o tipógrafo Francesco Marcolini da Forlì, o que lhe permitiu estar no epicentro da produção literária e editorial da época.

### Ruptura com Aretino e Carreira Solo
No entanto, a amizade com Aretino desmoronou em 1538 após uma briga envolvendo Ambrogio Eusebil, um empregado de Aretino. Esse rompimento influenciou fortemente a produção literária de Franco, levando-o a expressar seu ressentimento através da escrita. Em 1539, publicou três de suas obras mais significativas: Le Pistole Vulgari, I Dialogi Piacevoli e Il Petrarchista. Neste último, Franco satirizou o estilo poético de Petrarca, refletindo sua postura antipetrarquista, que desafiava as convenções poéticas do Renascimento italiano, criticando a idealização exagerada do amor e da mulher.
Mesmo após o rompimento, Franco não conseguiu superar sua mágoa em relação a Aretino e, como vingança, escreveu Le Rime contro Pietro Aretino, um ataque literário direto a seu antigo mentor e amigo. A obra foi um reflexo do caráter combativo de Franco, que frequentemente usava sua habilidade com as palavras para atacar seus adversários.

### Anos em Roma e Conflitos com a Igreja
Em 1558, Franco mudou-se para Roma, onde continuou sua carreira como escritor. No entanto, sua natureza satírica e provocadora o colocou em apuros. Poucos meses após sua chegada, ele foi acusado de heresia e irreverência devido à publicação do Commentari Latini, uma obra que o levou à prisão por alguns meses. Após sua libertação, Franco não se intimidou e continuou a explorar temas polêmicos.
Dotado de uma veia polêmica e satírica, Franco começou a trabalhar em uma obra que difamava o Papa Paulo IV e sua família, os Carafa, uma poderosa dinastia com quem Franco havia tido contato durante sua estada em Nápoles. Sua obra satírica criticava a corrupção e o nepotismo dentro da Igreja, o que era um tema extremamente sensível e perigoso na época. As ações de Franco o colocaram em conflito direto com as autoridades eclesiásticas.

### Prisão e Execução
Como consequência de suas atividades literárias subversivas, Niccolò Franco foi novamente preso. Desta vez, porém, a punição foi muito mais severa. Ele foi condenado por difamação e sedição, crimes considerados graves contra a autoridade papal. Em 11 de março de 1570, Niccolò Franco foi enforcado na Ponte Sant'Angelo, em Roma, uma execução pública que serviu de advertência para outros escritores e críticos do poder eclesiástico.

## Legado
Niccolò Franco é lembrado como um dos críticos mais ousados de seu tempo, cuja obra desafiou as convenções literárias e confrontou o poder estabelecido, tanto no âmbito literário quanto no político e religioso. Seu estilo antipetrarquista se opôs à corrente dominante de sua época, e sua ousadia em confrontar figuras poderosas como Pietro Aretino e o Papa Paulo IV marcou sua trajetória como um escritor rebelde e satírico. Embora sua vida tenha terminado tragicamente, suas obras continuam a ser estudadas como exemplos da literatura renascentista de resistência e crítica social.

## Obras
- Pistole vulgari (1539)[2]

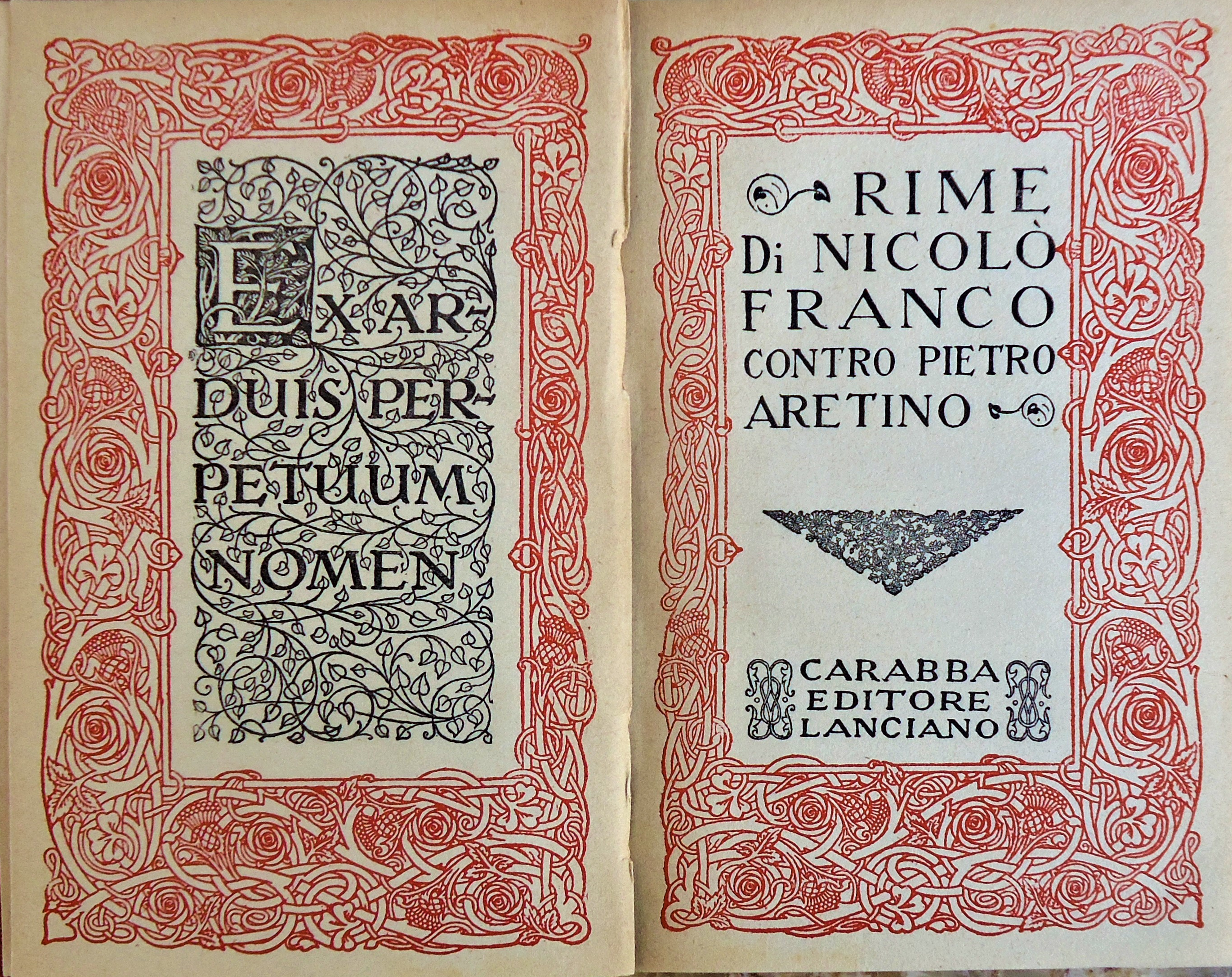
Niccolò Franco,Rime contro Pietro Aretino, Carabba, 1916

- Petrarchista (1539); uma sátira aos imitadores do estilo de Petrarca
- Dialoghi piacevolissimi (1539); in homage to Torquato Tasso
- Rime contro Pietro Aretino (1545)
- Priapea (1546); provavelmente inspirado na publicação de 1534 de uma coleção de Diversorum Veterum poetarum em Priapum lusus junto com o Apêndice virgiliano e o Priapea pseudo-virgiliano.
- Il Duello (1546)
- La Philena (1547); romance
- Rime maritime (1547)
- Dialogi piacevoli (1554)
- Dix Plaisans dialogues (1579); traduzido do italiano para o francês por Gabriel Chappuys.
- Dialoghi piacevolissimi di Nicolo Franco da Benevento. Espurgati da Girolamo Gioannini da Capugnano… (1590, 1599, 1609)
- De le Lettere di Nicolò Franco, scritte a prencipi, signori, et ad altri personaggi e suoi amici, libri tre, ne le quali si scuopre l'arte del polito e del terso scrivere. Di nuovo ristampate et à candida lezione ridotte [da Giovanni Bruno] (1604, 1615)
- Li Due Petrarchisti, dialoghi di Nicolò Franco e di Ercole Giovannini, ne' quali... si scuoprono... secretti soprà il Petrarca e si danno a leggere molte lettere missive... que lo stesso Petrarca... scrisse al re Roberto di Napoli... (1623)[3]
- Li due Petrarchisti. Dialoghi di Nicolò Franco e di Ercole Giovannini... (1625)
- Baldi, Rota, Franco, del Vasto, Fidentio, marittimi e pedanteschi del secolo XVI. [Publicado por Andrea Rubbi.] (1787)
- La Priapea, sonetti lussuriosisatirici (1790)
- Dialogi piacevoli (2003)
- Dialogo del venditore di libri (2005)